# Schempp-Hirth飞机制造公司
Schempp-Hirth飞机制造有限责任公司是一家德国的滑翔机制造商。

## 历史
该公司由马丁·申普（Martin Schempp）于1935年以格平根马丁·申普运动飞机制造厂 （Sportflugzeugbau Göppingen Martin Schempp）为名创立，他后来曾短期担任（1945年） 泰克山下基希海姆市市长。 1938年，公司搬到了泰克山下基希海姆， 沃尔夫·希尔特（Wolf Hirth）成为了合伙人。 

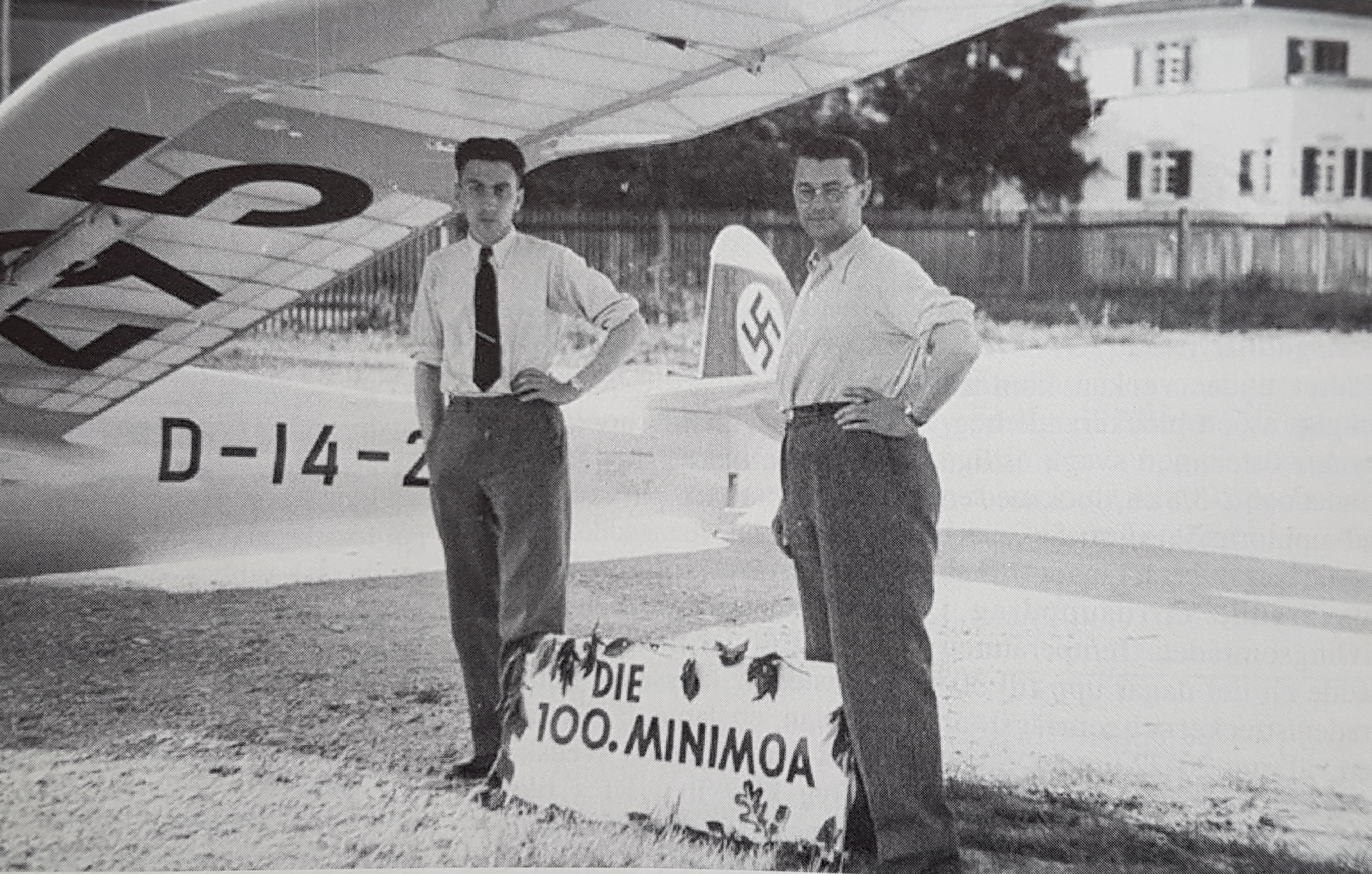
公司创始人马丁申普与沃尔夫希尔特在第一百架Gö-3 Minimoa滑翔机前

公司最早生产的飞机有Gö-1 WOLF ， Gö-3 Minimoa 和双座 Gö-4 Goevier 。 今天，这些型号中仅有很少量的飞机存世。 
在第二次世界大战期间 ，公司转为为德国空军生产飞机和配件，包括为奥格斯堡的梅塞施密特公司生产 。 1939年，Schempp-Hirth建造了由乌尔里希·W·许特尔（Ulrich W. Hütter）设计的试验飞机Gö-9，用于测试克劳德·多尼尔（Claude Dornier）的专利的可操作性。 在成功测试之后，多尼尔在1942年使用了这个方案，并进一步发展为Dornier Do 335 。 

## 战后
战争结束后，企业生产得以慢慢转回滑翔机制造。在过渡时期，公司的产品除了胶合板箱， 假肢 ，家具， 纺织机上的飞梭等，也有伪装用的假喷气式战斗机（ F-86 ）和广播电台的录音室设施。 在20世纪50年代后期建造了四座观光飞机Milan GS 6的原型机，但该项目没有进一步推进。 
该公司为人熟知的滑翔机，如Cirrus，Standard Cirrus，Janus，Discus，Duo Discus，Ventus，Nimbus，Quintus和Arcus都生产于泰克山下基希海姆工厂。 这些滑翔机中的许多型号都是由克劳斯·霍里克豪斯（Klaus Holighaus）设计的，他于1965年加入Schempp-Hirth。 1994年8月9日，他驾驶着他那架竞赛呼号为XX的Nimbus-4M型滑翔机撞到瑞士莱茵瓦尔德峰的岩壁上而丧生。
来自Schempp-Hirth的滑翔机在全世界都被认为是顶级产品之一，其中Nimbus和Discus系列更曾经完成过多项创纪录的飞行。 

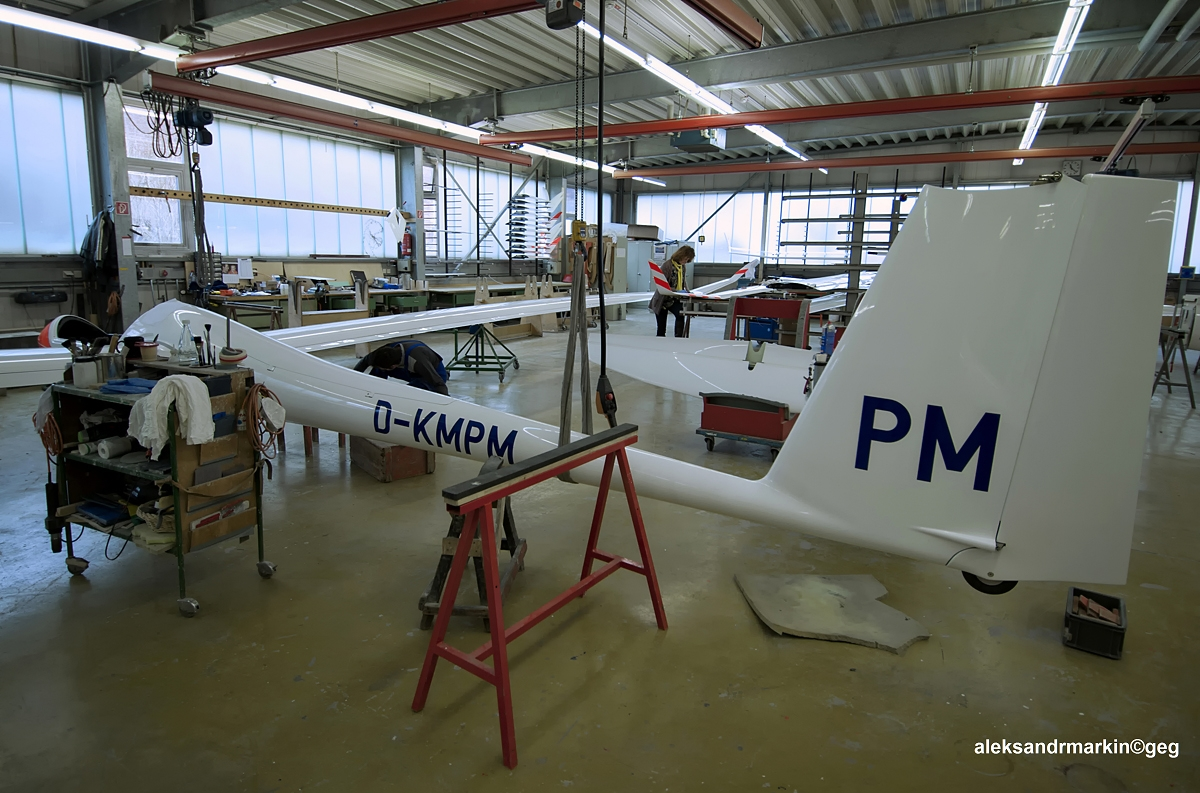
Schempp-Hirth厂房内正在制造中的滑翔机

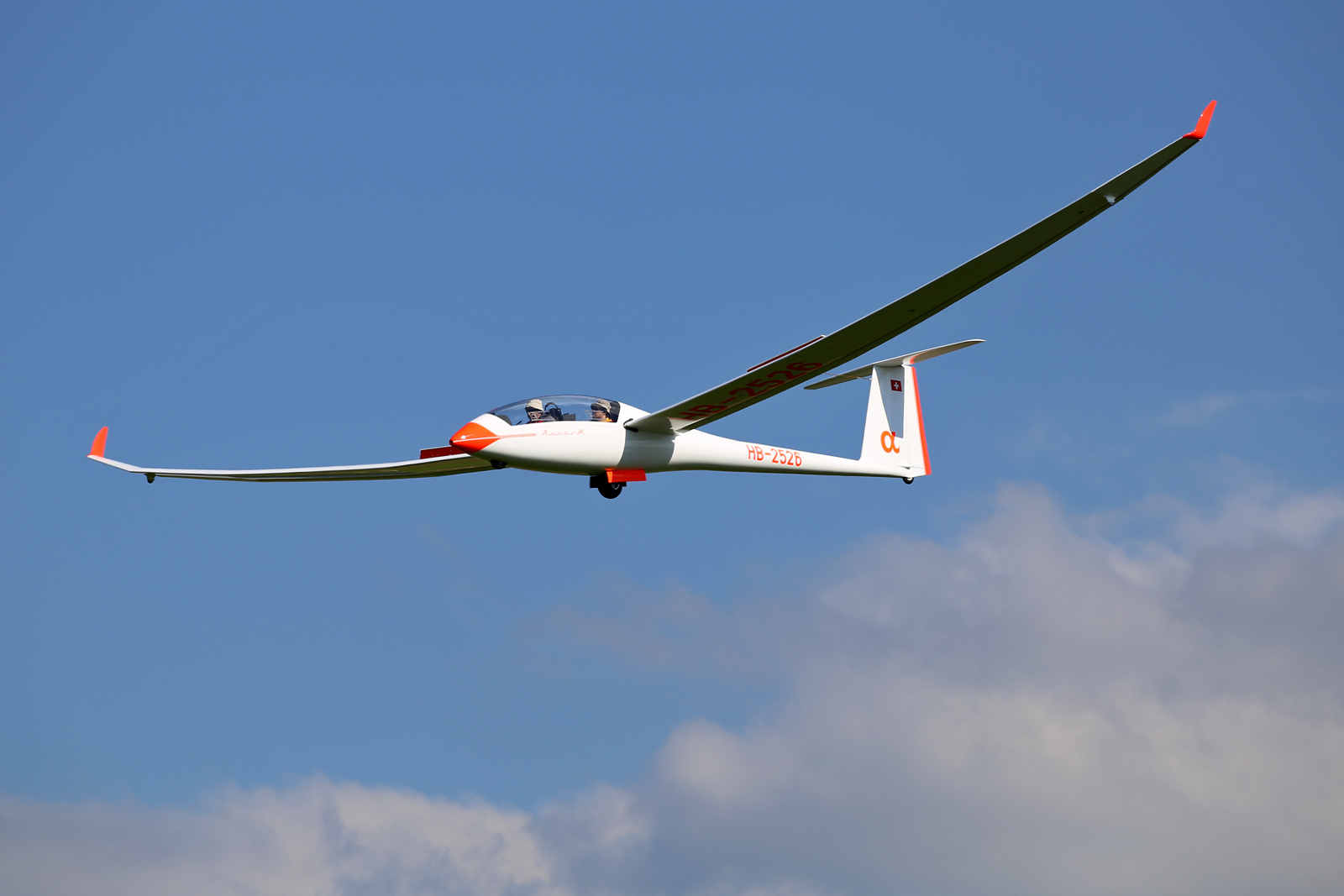
Schempp-Hirth Arcus双座滑翔机

## 现在
Duo Discus x首次在腓特烈港的2005年Aero航展上向公众展示。 除了主起落架悬架和总体的空气动力学改进之外，“x”还设有后缘襟翼，该后襟翼与扰流板系统相连接，使着陆具有更陡的接近角和更低的着陆速度。 
双座型Arcus是一款双座级高性能滑翔机，翼展为20米，有襟翼。 在腓特烈港2009年Aero航展上正式亮相。 首飞完成于航展之后的2009年4月7日。 
Schempp-Hirth最新的开放级单座飞机是Quintus 。 这架飞机拥有23米的翼展，在2012年德克萨斯州的Uvalde举办的世界杯上有出色表现。 该机机翼是与Lange Aviation公司共同开发的，Lange公司的Antares 23滑翔机也采用了同样的机翼。 

## 文献
- Rainer Kilian， Gebhard Aders ： City Fire 1690，Landmiliz，拉丁学生，Wollmarkt，Schempp-Hirth和Wolf Hirth，被驱逐者和难民，自由人。 City Kirchheim，Kirchheim unter Teck 1990（城市档案馆Kirchheim unter Teck的系列出版物，第12卷，没有ISBN在WürttembergischeLandesbibliothekStuttgart的库存中）

## 链接
- Schempp-Hirth 飞机制造有限责任公司官方网站（页面存档备份，存于）